# Suchá (Stebno)
Suchá (německy Suchey, popř. Suchei) je malá vesnice, část obce Stebno v okrese Ústí nad Labem. Nachází se v Českém středohoří, na horním toku Stadického potoka nad lesnatými Stadickými srázy, asi 1,5 km západně od Stebna a 6 km jihozápadně od Ústí nad Labem. V roce 2011 zde trvale žilo 44 obyvatel.
Suchá leží v katastrálním území Suchá u Stebna o rozloze 1,37 km².

## Historie
První písemná zmínka o vesnici se vyskytuje v latinsky psané listině z roku 1397 jíž Petrman z Pecky prodává svůj majetek v Suche (in Suche) Buškovi ze Sulevic. Název Suchá, vyskytující se i u řady jiných sídel, snad odvozuje svůj původ od občasně vysychajícího potoka. Později ves patřila k tvrzi Hliňany. V roce 1610 Suchou spolu s Habrovany koupil Mikuláš Hochhauz z Hochhauzu a stala se součástí trmického panství. Během 20. století se správní začlenění Suché vícekrát měnilo, naposledy v roce 1992, kdy byla oddělena od obce Řehlovice jako část obce Stebno.
Dnešní podoba zástavby v Suché pochází většinou z přelomu 19. a 20. století; v roce 2011 se ves rozrostla o dva nově postavené domy. Ze Suché se naskýtá působivý výhled na Severočeskou hnědouhelnou pánev.
Suchá spadá do římskokatolické farnosti Stebno. Ta je dlouhodobě spravována excurrendo z farnosti Trmice (stav 2012).

## Obyvatelstvo
Při sčítání lidu v roce 1921 zde žilo 110 obyvatel (z toho 57 mužů), z nichž bylo šest Čechoslováků, 103 Němců a jeden cizinec. Všichni se hlásili k římskokatolické církvi. Podle sčítání lidu z roku 1930 měla vesnice 123 obyvatel: osm Čechoslováků a 115 Němců. I tentokrát všichni byli římskými katolíky.
|           | 1869 | 1880 | 1890 | 1900 | 1910 | 1921 | 1930 | 1950 | 1961 | 1970 | 1980 | 1991 | 2001 | 2011 |
| --------- | ---- | ---- | ---- | ---- | ---- | ---- | ---- | ---- | ---- | ---- | ---- | ---- | ---- | ---- |
| Obyvatelé | 111  | 119  | 97   | 111  | 109  | 110  | 123  | 72   | 59   | 69   | 42   | 41   | 48   | 44   |
| Domy      | 23   | 23   | 23   | 23   | 25   | 26   | 27   | 23   | 15   | 18   | 11   | 16   | 16   | 19   |

## Doprava
Do vesnice zajíždí příměstská autobusová linka č. 6 (Ústí nad Labem – Chvalov); dopravcem je Dopravní podnik města Ústí nad Labem (stav 2011/2012).

## Pamětihodnosti
- Kaple svatého Floriána na návsi; obdélná stavba z roku 1872 s půlkruhovým závěrem a hranolovou zvoničkou vystupující na krakorcích z průčelního štítu